# Las Mestas

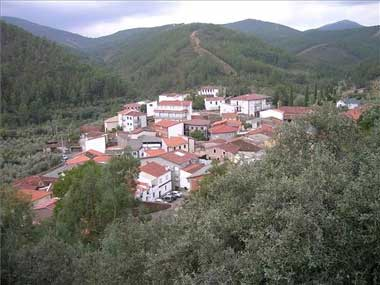
Vista de Las Mestas

Las Mestas é uma alcaria (aldeia) do município de Ladrillar, comarca de Las Hurdes, província de [[Cáceres (província)|Cáceres], comunidade autónoma da Estremadura, Espanha. Em 2020 tinha 43 habitantes. Situa-se 165 km a norte-nordeste de Cáceres.